# Sven Jakob Lindeberg

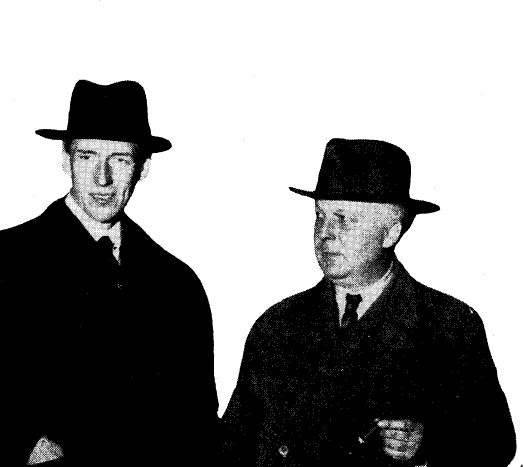
Sven Jakob Lindeberg (till vänster) tillsammans med Martin Fehr. Foto från 1934.

Sven Jakob Lindeberg, född 24 maj 1896 i Stockholm, död 31 december 1944 i Oscars församling, Stockholm, var en svensk ämbetsman.
Lindeberg avlade juris kandidatexamen i  Stockholm och blev assessor i Svea hovrätt 1927. Han avancerade till fiskal 1933, hovrättsråd 1935 och revisonssekreterare 1936. Han var bankinspektör och chef för Bank- och fondinspektionen 1937–1944. Han var också ledamot av Försäkringsinspektionen från 1937 och ordförande i Statens krigsförsäkringsnämnd från 1938. Han var förvaltare då Kreuger & Toll gick i konkurs 1932.